# His Lordship's Dilemma
His Lordship's Dilemma er en amerikansk stumfilm fra 1915.